# Bauta
Bauta es una ciudad y municipio de la actual Provincia de Artemisa.

## Contexto geográfico
Ubicada en el extremo noreste de la Provincia de Artemisa, colinda con la provincia Ciudad de La Habana, el municipio Caimito y San Antonio de los Baños. Su extensión territorial es de 157 km². Por su cercanía y estrechas relaciones con la capital del país, Bauta puede ser considerado parte de la zona metropolitana de La Habana. También se le considera la ¨puerta norte de la Provincia de Artemisa". El territorio por el sur alcanza hasta la antigua Laguna de Ariguanabo, ahora casi desecada. Por el norte es ondulado hasta la costa. Es atravesado por importantes vías de comunicación de oeste a este: La autopista de Pinar del Río, la autopista Panamericana (norte) y la Carretera Central.

## Demografía
Posee una población de 45768 habitantes. El municipio incluye, además de la ciudad de Bauta (21 000 hab, 2002), los poblados de Playa Baracoa, Corralillo, Rosa Marina, Cayo la Rosa (Ariguanabo), La Faustina, San Pedro, Las Margaritas, Cangrejeras, Pita, Pueblo Textil, La Ernestina, El Campestre y Anafe. También las comunidades de Machurrucutu y Ben Tre.

## Gobierno
El gobierno se ejerce a partir de la Asamblea Municipal del Poder Popular que es el órgano superior local del poder del Estado, y, en consecuencia, está investida de la más alta autoridad para el ejercicio de las funciones estatales en su demarcación.
Dicha Asamblea está conformada por delegados, los cuales se agrupan en Consejos Populares, que son órganos del Poder Popular, local, de carácter representativo.
Todos los delegados, que son nominados por vecinos en asambleas de barrios, son elegidos por el voto directo y secreto de los electores; estos a su vez eligen al Presidente y Vicepresidente de la Asamblea Municipal.

## Salud y Ciencia
Policlínico docente y Clínica Estomatológica Docente

## Educación
ELAM, Universidad latinoamericana de medicina,